# Лунный флаг
«Лунный флаг» (исп. Atrapa la bandera) — испанский полнометражный компьютерный анимационный фильм режиссёра Энрике Гато. Премьера фильма состоялась 28 августа 2015 года в формате 3D. На 30-й церемонии вручения Премии «Гойя» мультфильм получил награду в номинации за лучший мультипликационный фильм.

## Сюжет
12-летний Майк Голдвин и его друзья, Эми и Марти, участвуют в соревнованиях по кайтсёрфингу в режиме захвата флага. Попытка выиграть у чемпионов проваливается. Майк с родителями и сестрой едет к дедушке в дом престарелых. Саманта Голдвин, мама Майка, желает вернуть свёкра в семью и приглашает его на день рождения его сына, но тот в очередной раз отказывается. Во время празднования в кафе дня рождения Скотта Голдвина, отца Майка, по телевизору транслируют яркое выступление нефтяного магната Ричарда Карсона. Он говорит о фальсификации высадки астронавтов на Луну и в доказательство показывает запись неудачных павильонных съёмок. Карсон демонстрирует сверхсовременный космический аппарат, на котором он отправится на спутник Земли, и украдёт американский флаг.
Американское правительство не может допустить подобного развития событий, и начинает готовить к полёту на старой космической ракете-носителе «Сатурн-5» группу астронавтов под командованием Скотта Голдвина. Отец Скотта, Фрэнк Голдвин, должен подготовить своего сына к полёту по программе «Аполлон». Отношения между сыном и отцом натянутые. Во время тренировок взлёта и посадки на модели лунного модуля происходит несчастный случай, подстроенный Карсоном. Скотт получает травму и не может принять участия в полёте на Луну.
Майк решает лететь на спутник Земли, чтобы предотвратить череду неудач, преследующую его семью. Майку и Эми с помощью друга Марти удаётся пробраться на стартовую площадку. В момент посадки в космический корабль их обнаруживает Фрэнк, из-за закрывшегося люка (очередная диверсия Карсона) он вынужден остаться и лететь вместе с ребятами. Астронавты не без приключений добираются до Луны и пытаются остановить Карсона, который уже захватил американский флаг и занялся основной целью своего полёта на спутник Земли — добычей гелия-3, нового источника электроэнергии. Ребята не дают сбыться планам Карсона, уничтожают его базу по добыче гелия-3, установливают флаг на своё законное место и благополучно возвращаются на Землю. А Эми стала первой женщиной на спутнике Земли (Луне).

## Роли озвучивали
- Кармен Калвел — Майк Голдвин[5]
- Мишель Дженнер — Эми Гонсалес
- Хавьер Балас — Марти Фарр
- Дани Ровира — Ричард Карсон
- Камило Гарсия — Фрэнк Голдвин
- Тони Мора — Скотт Голдвин
- Марта Барбара — Саманта Голдвин

## Кассовые сборы
Фильм «Лунный флаг» в Испании собрал в прокате $12,5 млн, общие кассовые сборы составили $20,5 млн.

## Награды
Фильм получил Премию «Гауди» и Премию «Гойя» в номинации лучший анимационный фильм, а также Премию Хосе Мария Форке в номинации «ценности образования».

## Рецензии
По мнению Екатерины Сосновской из «Российской газеты» мультфильм «выдержан в рамках интересов детской возрастной аудитории». Автор отмечает «бредовую завязку и обилие клише» в фильме, но при этом подчёркивает, что «наблюдать за приключениями героев вполне увлекательно». Сосновская называет сюжет предсказуемым, но по её мнению «создателям удаётся держать некое подобие интриги за счёт семейных отношений между персонажами».
Олеся Трошина из «Киноафиши» отмечает, что первая часть фильма представляет собой рассуждения героев о полётах и семейных драмах. «Основное действие», по мнению автора, «разворачивается уже ближе к концу, когда они, наконец, отправляются в космос. Там всё проходит быстро и вполне предсказуемо, а финал и вовсе представляет собой ряд быстро перескакивающих с одной на другую сцен». Трошина выделяет неплохую анимацию в фильме, но при этом критикует плохо подобранный саундтрек.